# Miriam Giovanelli
Miriam Giovanelli (Roma; 28 d'abril de 1989) és una actriu d'origen italià i nacionalitat espanyola.
És més coneguda per la seva participació en la sèrie Velvet interpretant a Patricia Márquez

## Biografia
Miriam Giovanelli, de pare italià i mare espanyola, va néixer a Roma. Als deu anys es va instal·lar amb la seva mare en Espanya, residint actualment en Madrid. Dedicada a la interpretació, la seva filmografia inclou múltiples pel·lícules en castellà i un número creixent en altres idiomes com l'italià i l'anglès. Va ser imatge mundial del perfum "I Loewe You" de la marca Loewe.
Va començar la seva carrera com a actriu amb personatges capitulars en sèries com Los Serrano o El comisario. També ha participat en pel·lícules com Rivales i Canciones de amor en Lolita's Club.
2009 va ser l'any en què va assolir la fama per al gran públic, quan es va incorporar a la tercera temporada de la sèrie juvenil d'Antena 3 Física o química on va interpretar a Lucía. A més, va formar part del repartiment de la pel·lícula Mentiras y gordas, amb Yon González, Ana de Armas i Hugo Silva, entre d'altres. També es va incorporar al ventall de la tercera temporada de la sèrie de Telecinco Sin tetas no hay paraíso, on va interpretar a Sandra.
En 2010 va fer una petita participació en la telenovel·la Gavilanes, d'Antena 3, on va interpretar a Lidia Reyes. A més, també forma part del repartiment de la pel·lícula Todas las canciones hablan de mí, de Jonás Trueba.
En 2011 va participar en un episodi de la sèrie Ángel o demonio, de Telecinco, on va interpretar a Berta, germana de la morta Miranda. També aquest any roda la pel·lícula italiana Gli Sfiorati, dirigida per Matteo Rovere.
A l'any següent va estrenar la pel·lícula Dracula 3D, de Dario Argento, i la segona part de I Soliti Idioti, d'Enrico Lando.
Des de 2013 interpreta Patricia Márquez a la sèrie d'Antena 3 Velvet. Patricia és la germana menor d'Alberto (Miguel Ángel Silvestre), una noia de família adinerada que lluita per llevar-se l'etiqueta de nena capritxosa i demostrar que té alguna cosa a aportar en el negoci del seu pare. També en 2013 va estrenar Violet, una pel·lícula dirigida per Luiso Berdejo i protagonitzada per Leticia Dolera i Junio Valverde que va ser rodada a Califòrnia, Estats Units.
A començaments de l'any 2014 es va incorporar al repartiment de la segona temporada de la sèrie italiana Il tredicesimo apostolo, emesa en el Canale 5. A l'octubre de 2014 va estrenar la segona temporada de Velvet, a Antena 3, on es va consolidar com un dels personatges secundaris amb més pes en la sèrie.
A l'octubre de 2015 va tornar a ficar-se en la pell de Patricia Márquez amb la tercera temporada de Velvet. En aquesta temporada va compartir escenes amb Valentín (Gorka Otxoa) i Jonás (Llorenç González).
A l'octubre de 2016 va estrenar la quarta i última temporada de Velvet a Antena 3.

## Filmografia

### Televisió
| Any         | Títol                                   | Paper                           | Cadena                  | Episodis    |
| ----------- | --------------------------------------- | ------------------------------- | ----------------------- | ----------- |
| 2002        | Ana y los 7                             |                                 | La 1                    | 1 episodi   |
| 2005        | Los Serrano                             | Manuela                         | Telecinco               | 1 episodi   |
| 2006        | El comisario                            | Leire                           | Telecinco               | 1 episodi   |
| 2008        | El castigo                              | Simona                          | Antena 3                | 2 episodis  |
| 2009        | Física o química                        | Lucía                           | Antena 3                | 4 episodis  |
| 2009        | Sin tetas no hay paraíso                | Sandra Barrio                   | Telecinco               | 13 episodis |
| 2010        | Gavilanes                               | Lidia Reyes                     | Antena 3                | 2 episodis  |
| 2011        | Ángel o demonio                         |                                 | Telecinco               | 1 episodi   |
| 2014        | Il tredicesimo apostolo: La rivelazione | Rebecca Rossini                 | Canale 5                | 12 episodis |
| 2014 - 2016 | Velvet                                  | Patricia Márquez Campos         | Antena 3                | 55 episodis |
| 2017 - 2019 | Velvet Colección                        | Patricia "Patty" Márquez Campos | Movistar+               | 5 episodis  |
| 2020        | Caronte                                 | Marta Pelayo                    | Telecinco / Prime Video | 13 episodis |

### Cinema
- Miguel y William, com a Consuelo. Dir. Inés París (2007)
- Canciones de amor en Lolita's Club, com a Alina. Dir. Vicente Aranda (2007)
- Rivales, com a Carla. Dir. Fernando Colomo (2008)
- Mentiras y gordas, com a Paz. Dir. Alfonso Albacete i David Menkes (2009)
- Todas las canciones hablan de mí, com a Raquel. Dir. Jonás Trueba (2010)
- Gli sfiorati, com a Belinda. Dir. Matteo Rovere (2011)
- I soliti Idioti, com a Sheron "Perla Madonna". Dir. Enrico Lando (2012)
- Drácula 3D, com a Tania. Dir. Dario Argento (2012)
- Violet, com a Violet. Dir. Luiso Berdejo (2013)
- La vita oscena, repartiment. Dir. Renato De Maria (2014)

### Curtmetratges
- ...ya no puede caminar, com a Irene. Dir. Luiso Berdejo (2001)
- Limoncello, com a Tiziana. Dir. Luiso Berdejo, Borja Cobeaga i Jorge Dorado (2007)
- Hazte amigo de las gordas, com una estudiant d'Erasmus. Dir. Borja González Santaolalla (2010)
- El Pelotari y la Fallera, com a Mar. Dir. Julio Medem per Amstel (2017)

## Premis i nominacions
- Premi a Millor actriu al Festival de Cinema de l'Alfàs del Pi pel seu paper de Tiziana al curtmetratge Limoncello (2008).